# Karolinów (Tomaszów Mazowiecki)
Pour les articles homonymes, voir Karolinów.
Karolinów est une localité polonaise de la gmina et du powiat de Tomaszów Mazowiecki en voïvodie de Łódź.